# Castello Spagnolo di Taranto
Il Castello spagnolo è un complesso rurale fortificato situato a Taranto.

## Storia
Il complesso, risalente alla fine del XV secolo, fu edificato per la sua posizione strategica di controllo del porto della stessa città, durante la discesa degli Spagnoli alla conquista del Regno di Napoli.
Lo stesso luogo era stato in precedenza scelto dai Romani per insediare i propri castra, accampamenti fortificati in posizioni strategiche. A testimonianza di ciò, numerosi sono i reperti archeologici risalenti all'età romano-imperiale ritrovati nella zona.
Nel corso degli anni, essendo stato utilizzato principalmente per la coltivazione dei campi e la produzione di grano e di olio, numerose sono state le famiglie di aristocratici che utilizzarono il Castello come residenza di campagna, tra cui la famiglia Ameglio, proprietaria anche di palazzi della città.

## Descrizione

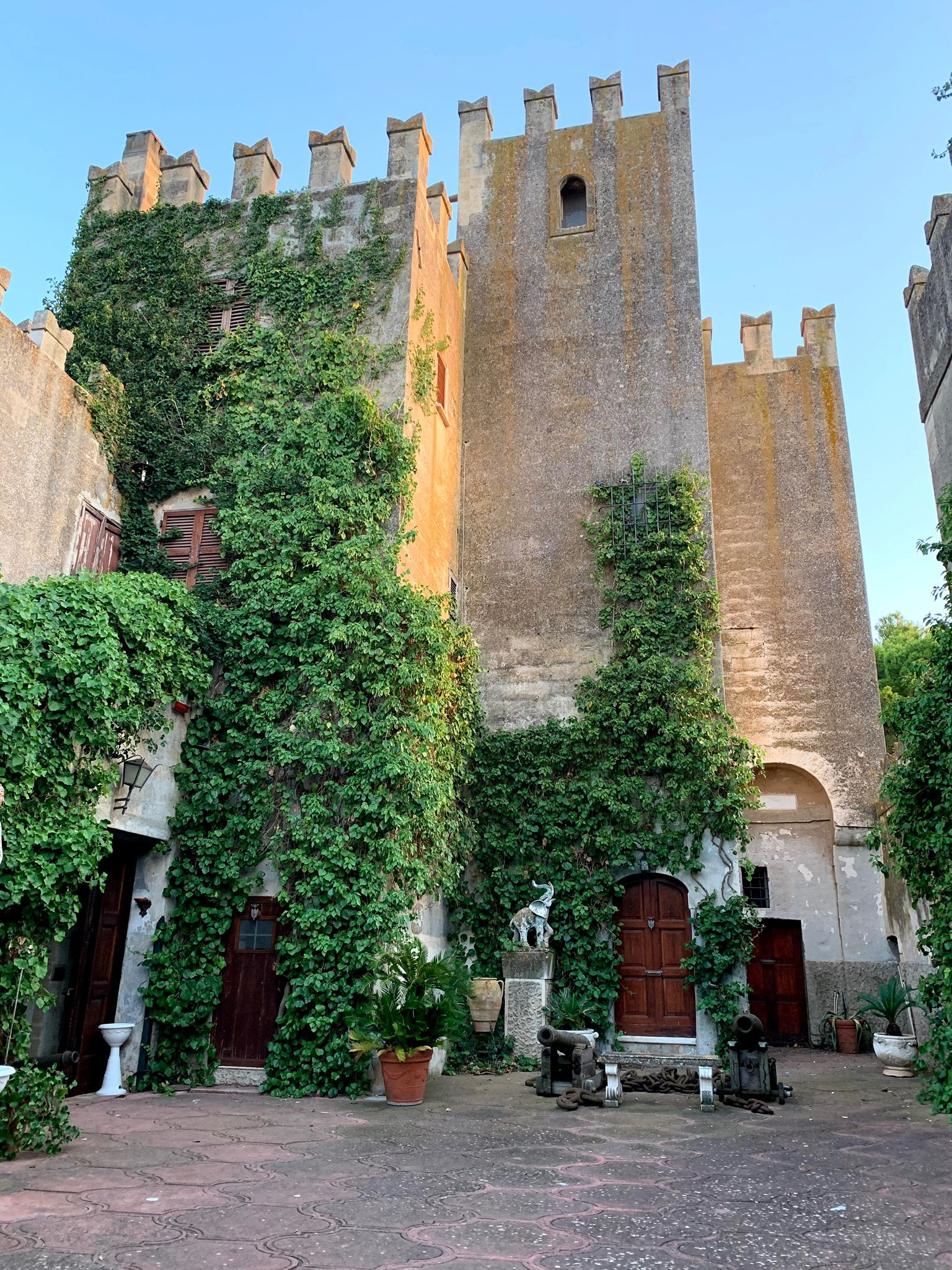
Il dongione, ovvero la torre fortificata che svetta al centro del Castello Spagnolo

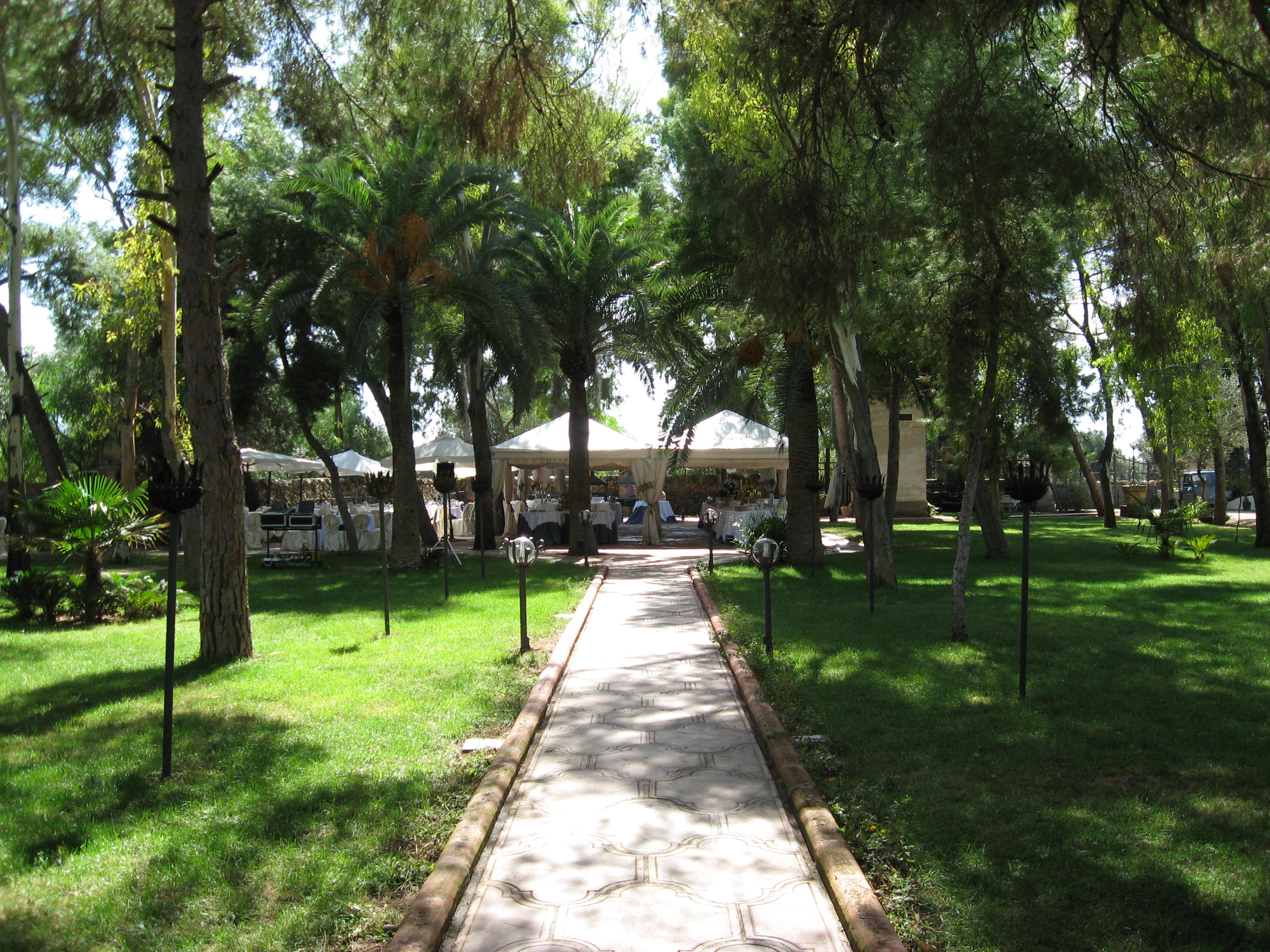
Piccolo estratto dei parchi del Castello Spagnolo di Taranto

Il Castello Spagnolo è un esempio di architettura rurale fortificata, con mura in pietra e torri angolari.
È un edificio a pianta quadrata, con un cortile centrale e diversi ambienti adibiti a magazzini, cucine e stalle.
La casa padronale si trovava al piano superiore e precisamente nella zona più protetta del castello, ovvero quella sulla quale svetta il dongione, cioè la torre fortificata situata al centro dello stesso. Nella parte laterale vi è una cappella con campanile a torretta e, sul retro, un grande giardino che accoglieva i nobili nelle ore di svago.
Il complesso è divenuto sede di un'accademia musicale, di un'accademia di cucina tarantina e di un'associazione per la protezione della fauna e della salvaguardia della biodiversità.

### Interni
Il Castello Spagnolo all'interno presenta la "Sala Isabella", avvolta da mura cinquecentesche, la "Sala Ferdinando", caratterizzata da un tetto composto da geometriche travi in legno secolare.

### Parco

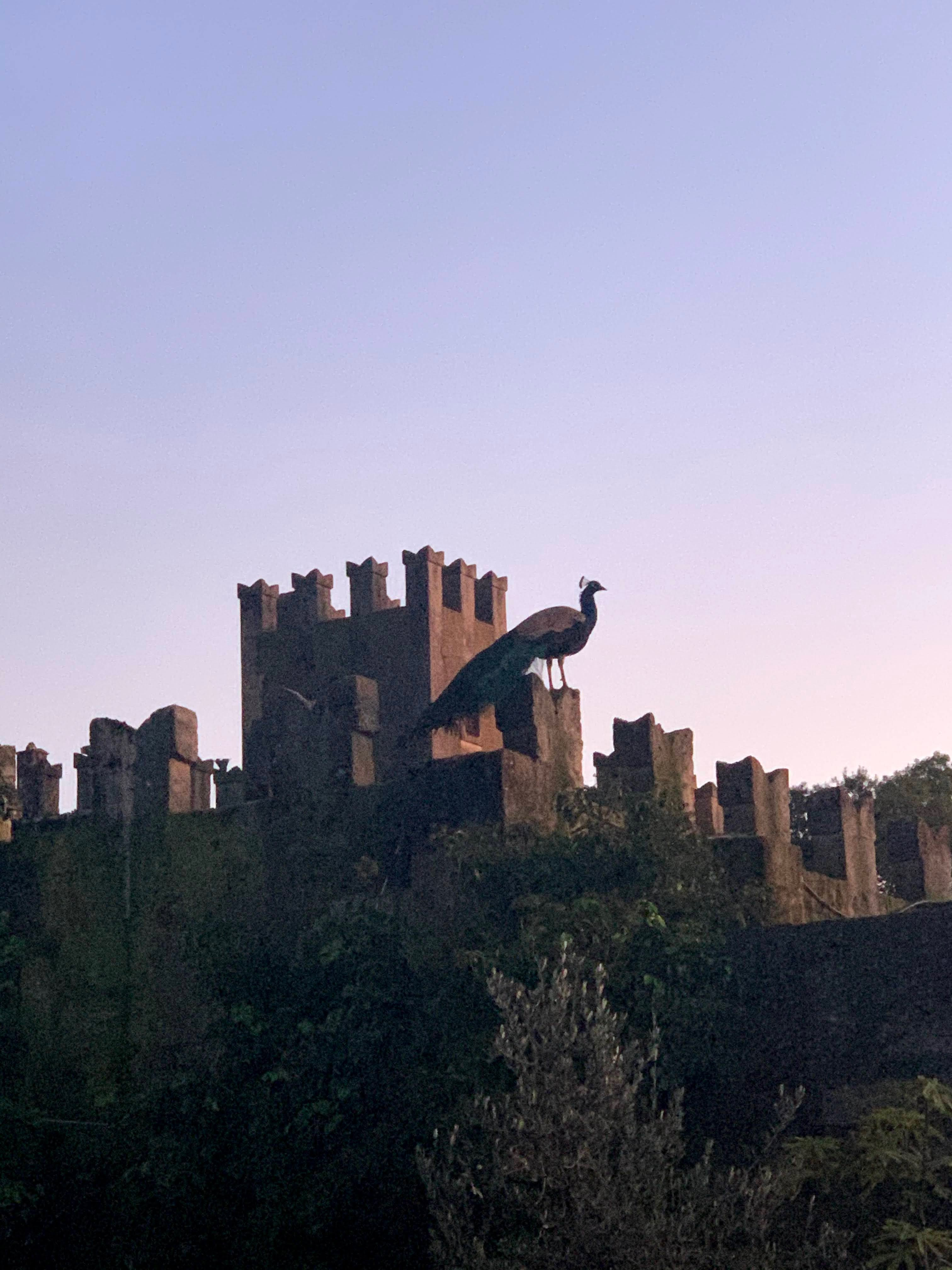
Un pavone adagiato su uno dei merletti del Castello Spagnolo di Taranto

All'interno dei suoi parchi di volatili originari del territorio europeo come, ad esempio, rondini e gazze ladre e di volatili esotici e orientali come le colombe pavoncelle e i pavoni.